# Villoruela
Villoruela település Spanyolországban, Salamanca tartományban. Villoruela Moríñigo, Babilafuente, Arabayona de Mógica, Cantalpino és Villoria községekkel határos. Lakosainak száma 731 fő (2024).

## Népesség
A település népessége az elmúlt években az alábbi módon változott:
| Lakosok száma | 1004 | 980  | 975  | 954  | 885  | 851  | 790  | 760  | 754  | 731  |
|               | 2001 | 2004 | 2007 | 2009 | 2012 | 2014 | 2017 | 2019 | 2022 | 2024 |